# John Steele
John Steele, noto anche come Soldier of Fortune, è un personaggio dei fumetti Golden Age, creato da Dean Carr (testi) e Larry Antonette (disegni), pubblicata dalla Timely Comics (divenuta in seguito Marvel Comics). La sua prima apparizione avviene in Daring Mystery Comics n. 1.

## Storia editoriale
Il personaggio apparve in Daring Mystery Comics n. 1 e fu creato da Larry Antonette (sotto lo pseudonimo di Dean Carr).
Il personaggio ha ricevuto un rinnovamento moderno Ed Brubaker e di Steve Epting Progetto Marvels e ha fatto un riapparizione come antagonista Vendicatori Segreti di Brubaker, dove, come egli è stato introdotto, nella didascalia si legge "Il primo vero supersoldato americano" presumibilmente significa che Steele era il predecessore di Capitan America.

## Biografia del personaggio
Durante la guerra, mentre infuria la battaglia, il soldato John Steele cerca rifugio in una baracca, dove trova una infermiera, Marie, che sta per essere uccisa da un soldato nemico. John riesce a disarmarlo e a gettarlo contro un muro. Proprio in quel momento il muro viene bombardato e l'uomo muore. John e Marie, invece, sono sani e salvi.
L'infermiera rivela di essere in missione segreta per conto degli alleati e di avere un messaggio urgente da consegnare al generale. Per raggiungere gli alleati, però, i due devono superare le linee nemiche. John riesce ad impossessarsi di un carro armato nemico, con cui i due sperano di riuscire nell'impresa. Insospettiti dal veicolo che si muove a tutta velocità, i nemici cercano di fermarlo e infine riescono a colpirlo con una granata. John riesce a sua volta a colpire con delle granate le truppe avversarie e a fuggire, su un sidecar, insieme a Marie. Due soldati nemici riescono comunque ad avvisare il comando che l'uomo e la donna si stanno dirigendo a ovest.
Un aereo cerca di colpire John e Marie con delle bombe. Fortunatamente, il sidecar precipita in una trincea nemica e John mette KO i soldati prendendoli di sorpresa. Imbracciata la mitragliatrice, riesce anche a colpire l'aereo che, prima di cadere, sgancia un'ultima bomba facendo saltare in aria la trincea.
Marie e John ancora una volta si salvano e riescono a raggiungere il generale a cui la donna consegna il messaggio. Il generale e Marie si allontanano in macchina in tutta fretta, lasciandosi John alle spalle.

### Il progetto Marvels
Il personaggio di John Steele è stato ripreso nella miniserie Progetto Marvels, pubblicata tra il 2009 e il 2010. Qui viene spiegato che la storia pubblicata nella golden age è ambientata durante la prima guerra mondiale, e che Steele è stato in seguito catturato dai nazisti e posto in animazione sospesa per tentare di carpire l'origine della sua forza: uno degli scienziati che lo studiava era Abraham Erskine, il creatore del siero del supersoldato. Steele verrà risvegliato durante la seconda guerra mondiale, a causa di un bombardamento degli alleati; da quel momento combatterà i nazisti agendo da solo dietro le linee, fino a scomparire nel nulla poco dopo lo Sbarco in Normandia. Riapparirà come antagonista dei Vendicatori Segreti nella serie omonima, dove è presentato come "Il primo vero super-soldato d'America" quindi ha scelto di cambiare il nome della battaglia come Consiglio Ombra.

## Pubblicazione statunitense
- Daring Mystery Comics n. 1 (gennaio 1940).